# Масив (Бровари)

Адміністративна будівля, 2009 рік

Маси́в — центральний мікрорайон міста Бровари. На початку 1980-х років став центром міста. На території мікрорайону розташовані відомий парк «Перемоги», адміністративні будівлі Броварської міської та районної влад, Податкова тощо.

## Найбільші вулиці
- Героїв України
- Київська
- Бульвар Незалежності
- Марії Лагунової